# Ägovägssignal

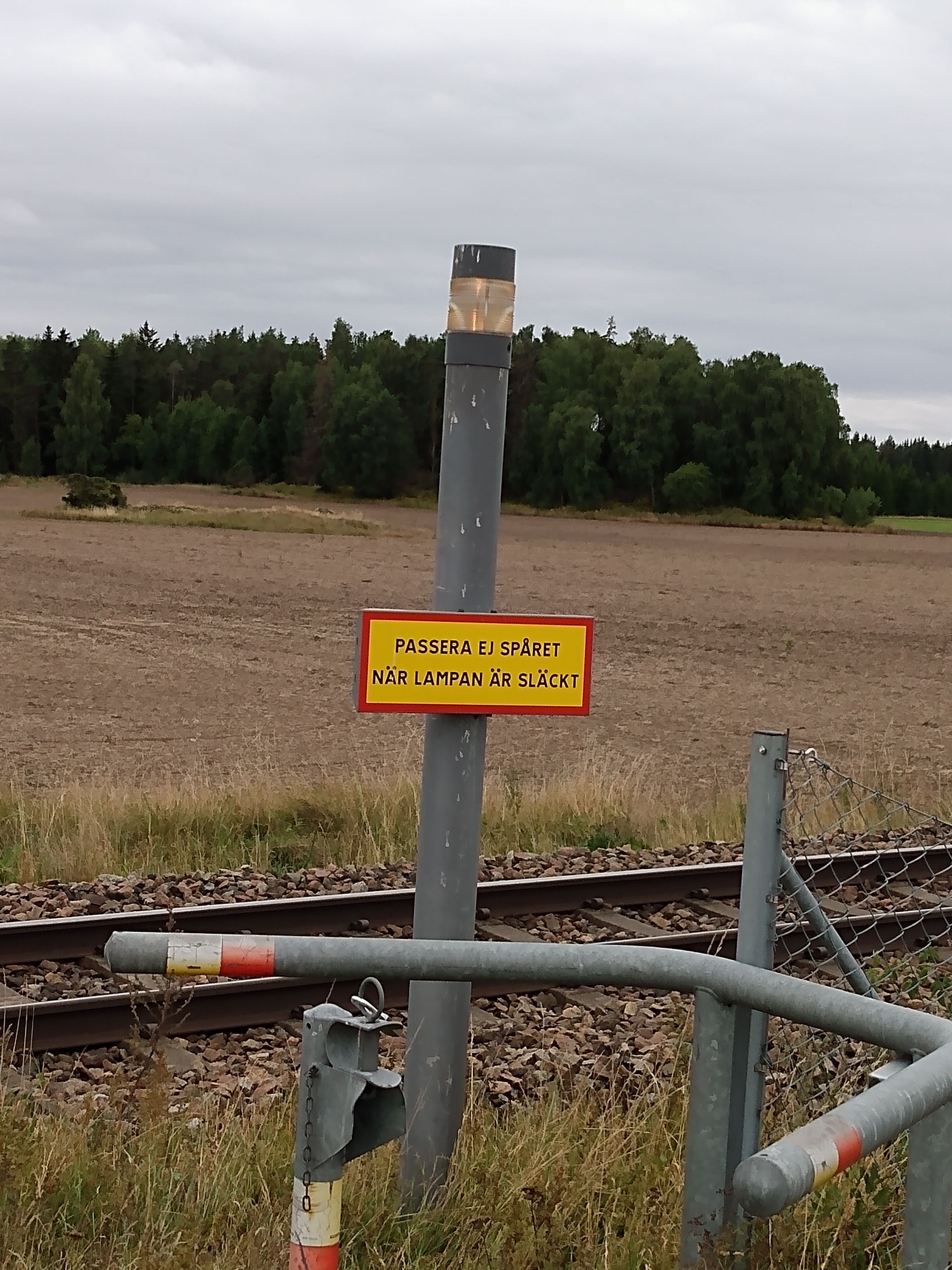
Ägovägssignal i tänt läge

Ägovägssignal är en trafiksignal som används vid mycket svagt trafikerade vägar som korsar ett järnvägsspår. I Sverige finns det 170 ägovägssignaler.
Ägovägssignalen lyser vitt när inget tåg närmar sig korsningen och slocknar 30–60 sekunder innan ett tåg når fram till korsningen. Ägovägssignalen, som inte längre nyinstalleras, sattes tidigare upp endast om det var samma markägare på båda sidor om järnvägsspåret och endast ett fåtal bostadshus gick att nå från vägen. Ägovägssignalen kompletteras alltid med en informationsskylt som upplyser om signalens funktion.
Ägovägssignalens funktion att lysa när det är säkert att passera och vara släckt när det inte är säkert bygger på att en trasig lampa eller strömavbrott skall ge samma upplysning till den korsande trafiken som om ett tåg är i antågande. De strömmatas från spårledningen som innebär att en spänning läggs mellan rälerna. Detta används av signalsystemet att detektera att om en sträcka är ledig eller har ett tåg. Denna spänning kortsluts om tåg är på sträckan, och då kan ägovägssignalen inte lysa. Detta är en lösning med låg kostnad eftersom bara en kort ledning behövs, och därmed möjlighet att montera många fler än om riktiga anläggningar krävts.
Ägovägssignalen kallas även enkel ljussignal eller e-signal.
Användandet av ägovägssignaler har kritiserats för att orsaka olyckor, bland annat efter Järnvägsolyckan i Vagnhärad 2017, då ett millitärfordon blivit påkört av ett tåg under millitärövningen Aurora 17. Ägovägssignaler med denna funktion får inte längre nyinstalleras, utan en riktig Vägskyddsanläggning behövs om signalering ska installeras.